# Diane Williams
Diane Williams (n. Chicago, Estados Unidos, 14 de diciembre de 1960) es una atleta estadounidense, especializada en la prueba de 4 × 100 m, en la cual llegó a ser campeona mundial en 1987.

## Carrera deportiva
En el Mundial de Helsinki 1983 ganó la medalla de bronce en los 100 m, con un tiempo de 11.06 segundos, detrás de las alemanas Marlies Oelsner-Göhr y Marita Koch.
Cuatro años más tarde, en el Mundial de Roma 1987, ganó la medalla de oro en los relevos 4 × 100 m, por delante de Alemania del Este y la Unión Soviética.